# Список послов Израиля в Германии
Это список послов Израиля в Германии. Посольство располагается в Берлине, столице Германии. Нынешним послом является Яаков Хадас-Хандельсман, который находится на этой должности с 2012 г. Первым послом был Ашер Бен-Натан, который проработал на этой должности с 1965 по 1970 год.